# UFC 174
UFC 174: Johnson vs. Bagautinov è stato un evento di arti marziali miste tenuto dalla Ultimate Fighting Championship il 14 giugno 2014 alla Rogers Arena di Vancouver, Canada.

## Retroscena
Fu il primo pay per view nella storia dell'UFC a prevedere come incontro principale un match di pesi mosca.
A differenza dei precedenti eventi negli Stati Uniti la card preliminare venne trasmessa su FX e non su Fox Sports.
In questo evento fa il suo ritorno in UFC l'ex campione dei pesi massimi Andrei Arlovski, il quale non combatteva più nell'organizzazione della Zuffa dal 2008 con l'evento UFC 82: Pride of a Champion.

## Risultati
|                                                   | Divisione          |                        |                 |                    | Metodo                                      | Round           | Tempo           | Premio          |
| Card principale                                   | Card principale    | Card principale        | Card principale | Card principale    | Card principale                             | Card principale | Card principale | Card principale |
| ------------------------------------------------- | ------------------ | ---------------------- | --------------- | ------------------ | ------------------------------------------- | --------------- | --------------- | --------------- |
| Sfida valida per il titolo di campione indiscusso | Pesi Mosca         | Demetrious Johnson (c) | batte           | Ali Bagautinov     | Decisione unanime (50-45, 50-45, 50-45)     | 5               | 5:00            |                 |
|                                                   | Pesi Welter        | Rory MacDonald         | batte           | Tyron Woodley      | Decisione unanime (30-27, 30-27, 30-27)     | 3               | 5:00            |                 |
|                                                   | Pesi Mediomassimi  | Ryan Bader             | batte           | Rafael Cavalcante  | Decisione unanime (30-27, 30-27, 30-27)     | 3               | 5:00            |                 |
|                                                   | Pesi Massimi       | Andrei Arlovski        | batte           | Brendan Schaub     | Decisione non unanime (28-29, 29-28, 29-28) | 3               | 5:00            |                 |
|                                                   | Pesi Mediomassimi  | Ovince St. Preux       | batte           | Ryan Jimmo         | Sottomissione verbale (kimura)              | 2               | 2:10            |                 |
| Card preliminare                                  |                    |                        |                 |                    |                                             |                 |                 |                 |
|                                                   | Pesi Welter        | Kiichi Kunimoto        | batte           | Daniel Sarafian    | Sottomissione (rear naked choke)            | 1               | 2:52            | POTN            |
|                                                   | Pesi Gallo Femmine | Valérie Létourneau     | batte           | Elizabeth Phillips | Decisione non unanime (28-29, 29-28, 29-28) | 3               | 5:00            |                 |
|                                                   | Pesi Gallo         | Yves Jabouin           | batte           | Mike Easton        | Decisione unanime (29-28, 29-28, 29-28)     | 3               | 5:00            |                 |
|                                                   | Pesi Leggeri       | Bang Tae-Hyun          | batte           | Kajan Johnson      | KO (pugno)                                  | 3               | 2:01            | FOTN + POTN     |
|                                                   | Pesi Gallo         | Michinori Tanaka       | batte           | Roland Delorme     | Decisione unanime (30-27, 30-27, 30-27)     | 3               | 5:00            |                 |
|                                                   | Pesi Leggeri       | Jason Saggo            | batte           | Josh Shockley      | KO Tecnico (pugni)                          | 1               | 4:57            |                 |

## Premi
I lottatori premiati ricevettero un bonus di 50.000 dollari.
Legenda:
- FOTN: Fight of the Night (vengono premiati entrambi gli atleti per il miglior incontro dell'evento)
- POTN: Performance of the Night (viene premiato il vincitore per la migliore performance dell'evento)

## Incontri annullati
|  | Divisione    |                |        |                      | Motivo                                            |
|  | ------------ | -------------- | ------ | -------------------- | ------------------------------------------------- |
|  | Pesi Femmine | Milana Dudieva | contro | Germaine de Randamie | de Randamie ebbe problemi con il visto d'ingresso |
|  | Pesi Femmine | Milana Dudieva | contro | Valérie Létourneau   | Dudieva ebbe problemi con il visto d'ingresso     |